# داون سونغ
داون سونغ هي عَالِمَة حاسوب صينية، ولدت في 1975.